# Anserma
Anserma ist eine Gemeinde (municipio) im Departamento Caldas in der Kaffeeanbauregion Kolumbiens.

## Geographie
Anserma liegt im Westen von Caldas auf einer Höhe von 1790 Metern. Die Jahresdurchschnittstemperatur beträgt 19 °C. Anserma liegt 67 km von Manizales entfernt. An die Gemeinde grenzen im Norden Quinchía und Guática im Departamento de Risaralda, im Osten Manizales und Neira, im Süden Risaralda und Palestina und im Westen Belén de Umbría in Risaralda.

## Bevölkerung
Die Gemeinde Anserma hat 33.272 Einwohner, von denen 22.032 im städtischen Teil (cabecera municipal) der Gemeinde leben (Stand 2019).

## Geschichte
Anserma wurde 1539 vom Konquistador Jorge Robledo gegründet.

## Wirtschaft
Der wichtigste Wirtschaftszweig in Anserma ist der Kaffeeanbau. Daneben spielt noch die Rinderproduktion eine Rolle.

## Söhne und Töchter der Stadt
- Marino Restrepo (* 1951), katholischer Redner, Evangelist, Autor und Musiker
- Julio Hernando García Peláez (* 1958), Bischof von Istmina-Tadó (2010–2017) und Garagoa (2017– )